# میلوویتسه (ناحیه برتسلاف)
میلوویتسه (به چکی: Milovice) یک منطقهٔ مسکونی در جمهوری چک است که در ناحیه برتسلاو واقع شده‌است. میلوویتسه ۶٫۵۳ کیلومتر مربع مساحت و ۴۵۰ نفر جمعیت دارد و ۱۸۰ متر بالاتر از سطح دریا واقع شده‌است.